# Coelorinchus cookianus
Coelorinchus cookianus är en fiskart som beskrevs av Mccann och Mcknight, 1980. Coelorinchus cookianus ingår i släktet Coelorinchus och familjen skolästfiskar. Inga underarter finns listade i Catalogue of Life.